# کاترین موریس
کاترین موریس (انگلیسی: Kathryn Morris؛ ‏ ۲۸ ژانویهٔ ۱۹۶۹) بازیگر اهل ایالات متحده آمریکا است. وی از سال ۱۹۹۱ میلادی تاکنون مشغول فعالیت بوده‌است.
سلام اکثرا هنرپیشه هایی در فیلمها هستن که ویکی پدیای انها عکس ندارد. آیا کسی که کلی تصویر درفلان فیلم که بازی کرده دارد، به چه مناسبت عکس اورا داخل ویکی پدیای ایشان منعکس نمیفرمایید. با تشکر مجید اشتیاق 

## بخشی از فیلمشناسی
از فیلم‌ها یا برنامه‌های تلویزیونی که وی در آن نقش داشته‌است می‌توان به آثار زیر اشاره کرد.
- زینا: شاهدخت جنگجو (۱۹۹۸–۱۹۹۹)
- هفت دلاور (مجموعه تلویزیونی) (۱۹۹۹)
- مشیت (سریال آمریکایی) (۱۹۹۹)
- پرونده سرد (۲۰۰۳–۲۰۱۰)
- کلونی (مجموعه تلویزیونی) (۲۰۱۶)
- خیال (مجموعه تلویزیونی) (۲۰۱۸)
- مانیبال (۲۰۱۱)
- گزارش اقلیت (۲۰۰۲)
- احیای قهرمان (۲۰۰۷)
- استخدام
- آخرین قلعه (فیلم ۲۰۰۱) (۲۰۰۱)
- هوش مصنوعی (فیلم) (۲۰۰۱ )
- رقیب (فیلم ۲۰۰۰) (۲۰۰۰)
- رسالت ۲ (۱۹۹۸ )
- بهتر از این نمی‌شه (۱۹۹۷)
- دستمزد (فیلم ۲۰۰۳) (۲۰۰۳)
- شکارچیان ذهن (۲۰۰۴)
- ترور یک رئیس دبیرستان (۲۰۰۸)